# Марк Эмилий Лепид (военный трибун)
Марк Эмилий Лепид (лат. Marcus Aemilius Lepidus) — римский государственный деятель начала II века до н. э., военный трибун.
Этот Лепид наверно был сыном консула 187 года до н. э. Марка Эмилия Лепида. В 190 году до н. э. назначен военным трибуном в войне с Антиохом III Великим. Лепид командовал лагерем во время битвы при Магнезии. Во главе отряда из двух тысяч человек сумел остановить бегство римлян и воспрепятствовал наступлению Антиоха.
Возможно, он идентичен Марку Эмилию Лепиду, который в возрасте 15 лет в сражении убил врага и спас жизнь римского гражданина.